# Justino (Mesia)
Justino (en latín: Iustinus; en griego: Ἰουστίνος; f. 528) fue un general del Imperio Bizantino, activo a principios del reinado del emperador Justiniano I (r. 527-565) como comandante del limes del Danubio en Mesia Inferior.
Justino es mencionado en 528 como «estratelate de Moesia». Probablemente tenía el título de dux Moesiae Secundae y el rango de magister militum. Unió fuerzas con Baduarius, dux de Escitia Menor, en la batalla contra una fuerza de invasores extranjeros, que Juan Malalas identifica como «hunos», mientras que Teófanes el Confesor identifica como «búlgaros». Justino murió durante la batalla y fue sucedido en su puesto por Constantiolus.